# Luan Cândido
Luan Cândido de Almeida (* 2. Februar 2001 in Ubá) ist ein brasilianischer Fußballspieler. Der Linksverteidiger steht seit Mitte Januar 2020 bei Red Bull Bragantino unter Vertrag.

## Karriere

### Verein
Cândido spielte für diverse Jugendmannschaften des brasilianischen Vereins Palmeiras São Paulo. Bei der Profimannschaft saß er unter Luiz Felipe Scolari ab September 2018 einige Male in der Série A und der Staatsmeisterschaft von São Paulo auf der Bank, ohne eingewechselt zu werden.
Zum 1. Juli 2019 wechselte Cândido in die Bundesliga zu RB Leipzig. Unter dem Cheftrainer Julian Nagelsmann kam er in der Hinrunde der Saison 2019/20 in der Profimannschaft nicht zum Einsatz. Stattdessen spielte Cândido 3-mal mit den A-Junioren (U19) in der UEFA Youth League.
Um Spielpraxis zu sammeln, wechselte Cândido im Januar 2020 bis zum 30. Juni 2021 auf Leihbasis zum brasilianischen Erstliga-Aufsteiger Red Bull Bragantino. Der Linksverteidiger kam zunächst 3-mal in der Staatsmeisterschaft von São Paulo zum Einsatz. Anschließend folgten 11 Einsätze in der Saison 2020 der Série A. In der Saison 2021 spielte Cândido 4-mal in der Staatsmeisterschaft und 18-mal in der Série A, wobei ihm 3 Tore gelangen. Die Leihe wurde unterdessen bis zum Jahresende 2021 ausgedehnt. In der Copa Sudamericana spielte er 6-mal und erreichte mit seiner Mannschaft das Finale, das gegen Athletico Paranaense verloren wurde. Zum 1. Januar 2022 erwarb Red Bull Bragantino schließlich die Transferrechte an Cândido.

### Nationalmannschaft
Im September 2017 debütierte Cândido für die brasilianische U17-Nationalmannschaft unter Trainer Carlos Amadeu. Für die Auswahl absolvierte er vier Spiele. Bereits ein halbes Jahr später wurde Cândido im Alter von nur 17 Jahren für die U20-Auswahl seines Heimatlandes nominiert. 2019 nahm er mit diesem Team an der U20-Südamerikameisterschaft 2019 teil. In fünf Turnierspielen konnte er einen Treffer verzeichnen.